# Cornuloculina
Cornuloculina es un género de foraminífero bentónico de la familia Ophthalmidiidae, de la superfamilia Cornuspiroidea, del suborden Miliolina y del orden Miliolida. Su especie tipo es Hauerina inconstans. Su rango cronoestratigráfico abarca el Holoceno.

## Discusión
Clasificaciones más recientes incluyen Cornuloculina en la superfamilia Nubecularioidea.

## Clasificación
Cornuloculina incluye a las siguientes especies:
- Cornuloculina balkwilli
- Cornuloculina bugunzhaensis
- Cornuloculina inconstans
- Cornuloculina margaritifera
- Cornuloculina miklouchomaclayi
- Cornuloculina pacifica
- Cornuloculina pazdroe
- Cornuloculina plana
- Cornuloculina polonica
- Cornuloculina tenue
- Cornuloculina tumidula

Otra especie considerada en Cornuloculina es:
- Cornuloculina circularis, aceptado como Ophthalmidium circularis